# Symfonie nr. 4 (Pettersson)
Allan Pettersson componeerde zijn Symfonie nr. 4 in de jaren 1958 en 1959. Bij hem was toen vijf jaar eerder artritis vastgesteld, die in de jaren steeds pijnlijker werd.
Pettersson heeft zijn basis in de romantische muziek, men heeft geprobeerd hem nog de twaalftonentechniek bij te brengen, maar Pettersson zag daar niets in. Hij bleef daarom op een eiland zitten binnen de klassieke muziek. Deze vierde symfonie is geschreven in de tijd, dat de eigen muziek van Pettersson de overhand begon te krijgen op de muziek die hem geleerd was te schrijven. De symfonie bestaat uit één deel (bijna al zijn symfonieën bestaan uit een deel), maar in de partituur zijn nog wel oude Italiaanse tempoaanduidingen vermeld, hetgeen in latere jaren zou verdwijnen. Voor Pettersson die uit een redelijk arm milieu kwam vormde componeren een strijd met zichzelf. Het was genieten en werken, zoals hij zelf omschreef. Pettersson kon daarbij dus terugvallen op de romantiek, hetgeen soms blijkt uit de lange spanningsbogen, die hij a la Gustav Mahler kon schrijven. Daartegenover staan dan abrupte uitbarstingen van geweld en / of pijn, het resultaat van geploeter.
Over het algemeen genomen vond men deze symfonie wat onevenwichtig. Mahler en Dmitri Sjostakovitsj lieten de spanning meestal langzaam oplopen. Dat is hier niet het geval. De muziek barst bij een melodielijn plotseling uit haar voegen, om even later de draad weer op te pakken. Het thema van deze vierde bestaat uit een interval van een dalende en soms stijgende kleine terts, meestal voorafgaand door een aantal achtste- of kwartnoten.

## Tempoaanduidingen
- Begin Allegro
- Vanaf nr. 20 Andante espressivo
- vanaf nr. 141 Larghetto

## Orkestratie
- 2 dwarsfluiten, 1 piccolo, 2 hobo's, 1 althobo, 2 klarinetten, 1 basklarinet; 2 fagotten; 1 contrafagot
- 4 hoorns, 3 trompetten, 3 trombones, 1 tuba;
- pauken en percussie waaronder tamtam, celesta
- violen, altviolen, celli, contrabassen.

De eerste uitvoering vond plaats op 27 januari 1961 in Stockholm door het Koninklijk Filharmonisch Orkest van Stockholm onder leiding van Sixten Ehrling.

## Bron
- Uitgave CPO; Rundfunk-Sinfonieorchester Saarbrücken o.l.v. Alun Francis.(opname februari 1993)
- Allan Pettersson.org voor orkestratie